# Kathryn Garcia
Kathryn A. Garcia (3 de marzo de 1970) es una funcionaria pública estadounidense que se desempeñó como comisionada del  Departamento de Sanidad de la Ciudad de Nueva York de 2014 a 2020, fue candidata para alcaldesa de la Ciudad de Nueva York en las primarias demócratas de 2021.
Anteriormente, Garcia se desempeñó como presidenta interina y directora ejecutiva de la Autoridad de la Vivienda de la Ciudad de Nueva York, también se encargó de liderar el programa de alimentos de emergencia de Nueva York durante la respuesta de emergencia COVID-19.